# Gonzalo Bulnes Pinto

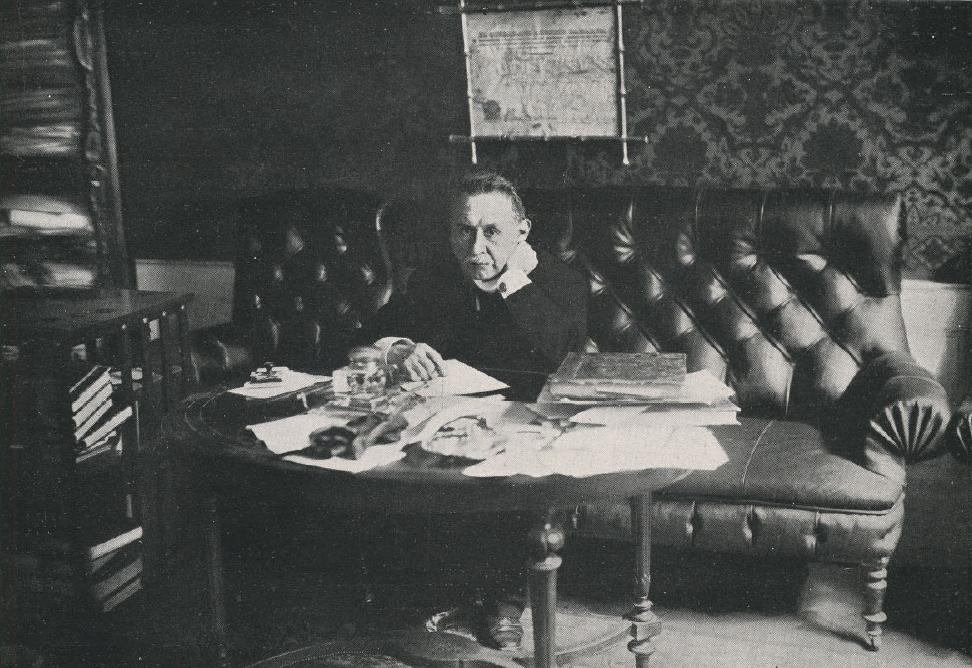
Gonzalo Bulnes Pinto (1851-1936)

Gonzalo Bulnes Pinto (Santiago 19 november 1851 - aldaar 17 augustus 1936) was een Chileens landeigenaar, historicus, diplomaat en politicus.

## Biografie

### Familie
Hij was de zoon van oud-president Manuel Bulnes Prieto (1799-1866) en Enriqueta Pinto Garmendia (1817-1904), dochter van oud-president Francisco Antonio Pinto (1785-1858) en zuster van oud-president Aníbal Pinto Garmendia (1825-1884). 
Zijn broer was generaal Manuel Bulnes Pinto (1842-1899) die in 1896 minister van Oorlog en Marine was.

### Carrière
Bulnes bezocht het Colegio de los Sagrados Corazones in Santiago en studeerde aansluitend aan het Instituto Necional en het Colegio Villarino aldaar.
Na zijn opleiding was hij werkzaam als historicus en maakte o.a. een reis naar Europa. Zijn belangrijkste werk was een vierdelige geschiedenis van de Salpeteroorlog (Guerra del Pacífico).
Hij was een lid van de Partido Conservador (Conservatieve Partij) en vertegenwoordigde de conservatieven in de Kamer van Afgevaardigden van 1882 tot 1885 en van 1901 tot 1903. Bulnes was van 26 februari 1884 tot 2 oktober 1885 intendant van Tarapacá. Tijdens de Chileense Burgeroorlog (1891) was hij staatssecretaris van Oorlog in de tegenregering te Iquique. Van 1912 tot 1924 was hij senator.
Bulnes was naast zijn werkzaamheden als politicus en historicus, ook diplomaat. Hij  buitengewoon en gevolmachtigd ambassadeur in Argentinië in 1918 en buitengewoon en gevolmachtigd ambassadeur in Ecuador.
Gonzalo Bulnes was sinds 15 juli 1875 getrouwd met Carmela Correa y Sanfuentes en had vier kinderen.